# Método de Frobenius
Em matemática, o método de Frobenius, referente a Ferdinand Georg Frobenius, é uma maneira de encontrar uma solução em série infinita de uma equação diferencial ordinária de segunda ordem da forma
{\displaystyle z^{2}u''+p(z)zu'+q(z)u=0}
sendo
{\displaystyle u'\equiv {{du} \over {dz}}}   e   {\displaystyle u''\equiv {{d^{2}u} \over {dz^{2}}}}
nas vizinhanças do ponto singular regular {\displaystyle z=0}. Dividindo a expressão por {\displaystyle z^{2}}, obtém-se a seguinte equação diferencial:
{\displaystyle u''+{p(z) \over z}u'+{q(z) \over z^{2}}u=0}
que não será solúvel pelo método das séries de potências se p(z)/z ou q(z)/z2 não forem analítica em z = 0. O método de Frobenius permite criar uma solução em série de potências para tal equação diferencial, contanto que p(z) e q(z) sejam analíticas em 0 ou, sendo analíticas em outro intervalo, contanto que os limites de p e q existam em z = 0 (e sejam finitos).

## Explicação
O método de Frobenius afirma que existe um solução da forma:
{\displaystyle u(z)=\sum _{k=0}^{\infty }A_{k}z^{k+r}}
Diferenciando em relação a {\displaystyle z}
{\displaystyle u'(z)=\sum _{k=0}^{\infty }(k+r)A_{k}z^{k+r-1}}
{\displaystyle u''(z)=\sum _{k=0}^{\infty }(k+r-1)(k+r)A_{k}z^{k+r-2}}
Substituindo na equação (1):
{\displaystyle {\begin{aligned}0&=z^{2}u''+p(z)zu'+q(z)u\\&=z^{2}\sum _{k=0}^{\infty }(k+r-1)(k+r)A_{k}z^{k+r-2}+zp(z)\sum _{k=0}^{\infty }(k+r)A_{k}z^{k+r-1}+q(z)\sum _{k=0}^{\infty }A_{k}z^{k+r}\\&=\sum _{k=0}^{\infty }[(k+r-1)(k+r)A_{k}z^{k+r}]+p(z)\sum _{k=0}^{\infty }[(k+r)A_{k}z^{k+r}]+q(z)\sum _{k=0}^{\infty }[A_{k}z^{k+r}]\\&=\sum _{k=0}^{\infty }([(k+r-1)(k+r)A_{k}z^{k+r}]+p(z)[(k+r)A_{k}z^{k+r}]+q(z)[A_{k}z^{k+r}])\\&=\sum _{k=0}^{\infty }[(k+r-1)(k+r)+p(z)(k+r)+q(z)]A_{k}z^{k+r}\\0&=(r(r-1)+p(z)r+q(z))A_{0}z^{r}+\sum _{k=1}^{\infty }((k+r-1)(k+r)+p(z)(k+r)+q(z))A_{k}z^{k+r}\end{aligned}}}
A expressão {\displaystyle r\left(r-1\right)+p(0)r+q(0)=:I(r)} é conhecido como polinômio indicial, que é quadrático em {\displaystyle r.}
Usando isto, a expressão geral do coeficiente {\displaystyle z^{k+r}} é dada por:
{\displaystyle I(k+r)A_{k}+\sum _{j=0}^{k-1}((j+r)p(k-j)+q(k-j))A_{j}}
Estes coeficientes devem se anular, uma vez que a equção deve ser satisfeita:
{\displaystyle I(k+r)A_{k}+\sum _{j=0}^{k-1}((j+r)p(k-j)+q(k-j))A_{j}=0}
{\displaystyle \sum _{j=0}^{k-1}((j+r)p(k-j)+q(k-j))A_{j}=-I(k+r)A_{k}}
{\displaystyle {1 \over -I(k+r)}\sum _{j=0}^{k-1}((j+r)p(k-j)+q(k-j))A_{j}=A_{k}}
A série formada pelos  Ak acima,
{\displaystyle U_{r}(z)=\sum _{k=0}^{\infty }A_{k}z^{k+r}}
satisfaz
{\displaystyle z^{2}U_{r}(z)''+p(z)zU_{r}(z)'+q(z)U_{r}(z)=I(r)z^{r}}
Se {\displaystyle r} é uma raiz do polinômio indicial, então podemos construir uma solução para a equação. Se a diferença entre as raízes do polinômio indicial não é um número inteiro, então podem-se construir duas solução linearmente independentes para (1).

## Pontos singulares regulares
Os pontos singulares da equação diferencial
{\displaystyle P(x)y''+Q(x)y'+R(x)y=0}
são os pontos {\displaystyle x_{0}} onde
{\displaystyle P(x_{0})=0}
Se os seguintes limites existem:
{\displaystyle {A=\lim _{x\rightarrow x_{0}}{\frac {xQ(x)}{P(x)}}\qquad B=\lim _{x\rightarrow x_{0}}{\frac {x^{2}R(x)}{P(x)}}}}
diz-se que o ponto {\displaystyle x_{0}} é um ponto singular regular.
Se {\displaystyle x=0} for um ponto singular regular, existirá pelo menos uma
solução da forma
{\displaystyle y(x)=x^{r}f(x)=\sum _{n=0}^{\infty }a_{n}x^{n+r}}
A função {\displaystyle f(x)} é analítica em {\displaystyle x=0} e podemos
admitir, sem perder nenhuma generalidade, que {\displaystyle f(0)} é diferente de zero (se
{\displaystyle f(0)} for nula, fatoriza-se {\displaystyle x,} e redefinem-se {\displaystyle r} e {\displaystyle f} ficando {\displaystyle f(0)}
diferente de zero). 
Isso implica que a constante {\displaystyle a_{0}} seja também diferente
zero:
{\displaystyle a_{0}=\lim _{x\rightarrow 0}{\frac {y}{x^{r}}}=f(0)\neq 0}
As derivadas {\displaystyle y'} e {\displaystyle y''} são
{\displaystyle {\begin{aligned}&y'=\sum _{n=0}^{\infty }(n+r)a_{n}x^{n+r-1}\\&y''=\sum _{n=0}^{\infty }(n+r)(n+r-1)a_{n}x^{n+r-2}\end{aligned}}}
Para calcular o valor do índice {\displaystyle r} primeiro observamos que
{\displaystyle {\begin{aligned}\lim _{x\rightarrow 0}x^{1-r}y'&=&ra_{0}\\\lim _{x\rightarrow 0}x^{2-r}y''&=&r(r-1)a_{0}\end{aligned}}}
a seguir multiplicamos a equação diferencial por {\displaystyle x^{2-r}} e dividimos por P
{\displaystyle x^{2-r}y''+{\frac {xQ}{P}}x^{1-r}y'+{\frac {x^{2}R}{P}}x^{-r}y=0}
No limite {\displaystyle x=0} e usando as constantes {\displaystyle A} e {\displaystyle B} definidas acima
Das equações obtemos:
{\displaystyle [r(r-1)+Ar+B]a_{0}=0}
Como {\displaystyle a_{0}} é diferente de zero, {\displaystyle r} deverá ser solução da chamada
equação indicial:
{\displaystyle r(r-1)+Ar+B=0}
Para cada raiz real {\displaystyle r} da equação indicial substituímos as
séries para {\displaystyle y,} {\displaystyle y'} e {\displaystyle y''} na equação diferencial e
procedemos da mesma forma que no método das séries, para
calcular os coeficientes {\displaystyle a_{n}.} 
Cada raiz conduz a uma
solução; se as duas soluções forem diferentes, a
solução geral será a combinação linear das
duas.

### Solução em séries em pontos singulares
Em geral, cada raiz da equação indicial pode conduzir a uma solução em séries
de potências. No entanto, em alguns casos é possível encontrar apenas uma
solução. O teorema que se segue indica como determinar a solução geral por
meio de séries de potências.
 teorema  Frobenius
Se {\displaystyle r_{1}} e {\displaystyle r_{2}} são duas raízes da equação indicial (em {\displaystyle x=0}) de uma equação diferencial linear de segunda ordem com ponto singular em {\displaystyle x=0,} 
existem três casos, a depender dos valores de {\displaystyle r_{1}} e {\displaystyle r_{2}:}
- Se {\displaystyle r_{1}-r_{2}} for diferente de zero e diferente de um número inteiro,

cada raiz conduz a uma solução diferente.
- Se {\displaystyle r_{1}=r_{2},} é possível obter uma única solução {\displaystyle y_{1}} a partir do

método de Frobenius. A segunda solução terá a forma:
{\displaystyle y_{2}(x)=\sum _{n=0}^{\infty }b_{n}x^{n+r_{1}}+y_{1}\ln \ x}
onde a sucessão {\displaystyle b_{n}} deverá ser obtida por substituição de {\displaystyle y_{2}} na
equação diferencial.
- Se {\displaystyle r_{1}-r_{2}} for um número inteiro, existirá uma solução {\displaystyle y_{1}} com a

forma usada no método de Frobenius. A segunda solução será:
{\displaystyle y_{2}(x)=\sum _{n=0}^{\infty }b_{n}x^{n+r_{2}}+cy_{1}\ln \ x}
onde {\displaystyle c} é uma constante.
Nos casos em que {\displaystyle c=0,} a segunda solução tem
também a forma do método de Frobenius, o qual implica que aplicando o
método de Frobenius é possível encontrar as duas soluções {\displaystyle y_{1}} e {\displaystyle y_{2}}
linearmente independentes. 
Quando {\displaystyle c} não é nula, o método de Frobenius
permite encontrar apenas uma solução e a segunda solução deverá ser
encontrada por substituição da forma geral de {\displaystyle y_{2}} na equação
diferencial.
Com as duas soluções encontradas seguindo o método indicado pelo teorema de
Frobenius, a solução geral será:
{\displaystyle y(x)=C_{1}y_{1}(x)+C_{2}y_{2}(x)}
Em alguns casos as condições fronteira exigem que {\displaystyle y} seja finita na origem o
qual implica {\displaystyle C_{2}=0,} se {\displaystyle r_{2}<0} ou {\displaystyle r_{2}=r_{1},} já que nos dois casos a
segunda solução é divergente na origem.
Se {\displaystyle r_{1}-r_{2}} é um inteiro e o método
de Frobenius conduz a uma única solução {\displaystyle y_{1},} {\displaystyle C_{2}} será também nula e não
será preciso calcular {\displaystyle y_{2}.}